# Stefán Jónsson (piłkarz wodny)
Stefán H. Jónsson (ur. 19 lutego 1918 w Reykjavíku, zm. 5 kwietnia 2011 tamże) – islandzki piłkarz wodny, olimpijczyk.
Uczestnik Letnich Igrzysk Olimpijskich 1936 w Berlinie. Wraz z drużyną narodową wystąpił w dwóch z trzech meczów fazy grupowej (grał jako obrońca). Były to spotkania przeciwko reprezentacjom Szwajcarii (1–7) i Szwecji (0–11). Islandczycy zajęli ostatnie miejsce w grupie, a w końcowej klasyfikacji ostatnie 13. miejsce wraz z trzema innymi zespołami.